# 런셴치
런셴치(중국어: 任賢齊, 병음: Rén Xiánqí, 한자음: 임현제, 영어: Richie Jen 리치 런[*], 1966년 6월 23일 ~ )는 대만의 가수 겸 영화배우이다. 타이완 장화 현에서 태어났고 2000년에 데뷔 앨범을 발표하였고, 현재까지 10여장의 이르는 앨범을 냈다. 드라마 신초류향, 신조협려,동방불패에 출연하였다. 영화로는 성원,하일마마차, 빅타임, 보고반장, 실버호크에 출연하였다. 잘생긴 외모로 한국에서도 인기가 높다.

## 출연 작품
- 대사건 - 아원 역
- 탈명금: 사라진 천만 달러의 행방
- 경성지루
- 쌍성계: 고대 전설의 부활
- 러브 투모로우
- 당신이 필요로 하는 것은 오직 사랑 (감독, 주연)
- 5월 1일 - 린커밍 역
- 성어심원지십일천영일야
- 트리비사
- 침입자들 - 당세걸 역
- 구룡성채: 무법지대 - 적추 역